# Элтинг, Якко
Я́кко Э́лтинг (нидерл. Jacco Eltingh; 29 августа 1970, Херде, Гелдерланд) — бывший нидерландский профессиональный теннисист. Бывшая первая ракетка мира в парном разряде; победитель шести турниров Большого шлема и обладатель карьерного Большого шлема в мужском парном разряде; финалист Уимблдонского турнира в смешанном парном разряде; двукратный победитель чемпионата мира ATP в мужском парном разряде.

## Спортивная карьера

### Начало карьеры
Якко Элтинг начал играть в теннис в семилетнем возрасте. В 1986 году он стал чемпионом Нидерландов среди юношей в возрасте до 16 лет, а через год — в возрасте до 18 лет. В 1988 году стал победителем Открытого чемпионата Франции и турнира Orange Bowl в паре с соотечественником Яном Симеринком. В этом же году провёл свой первый матч в профессиональном турнире. В 1990 году выиграл свои первые турниры класса ATP Challenger, в паре с другим соотечественником Яном-Хендриком Давидсом. В 1991 году пробился в четвёртый круг Уимблдонского турнира в одиночном разряде и вошёл после этого в сотню сильнейших теннисистов мира. В парном разряде он попал в число ста сильнейших теннисистов после первого выигранного турнира АТР в Палермо, где его партнёром был ещё один голландец, Том Кемперс. До конца сезона Элтинг успел выиграть ещё три турнира АТР с тремя разными партнёрами, среди которых был и Паул Хархёйс.
Бо́льшую часть следующего сезона Элтинг провёл с Кемперсом, с которым вышел в финал турнира в Джакарте, но лучших результатов достиг в конце года с Хархёйсом, с которым они выиграли турнир в Скенектади и дошли до четвертьфинала Открытого чемпионата США. После победы в Скенектади Элтинг вошёл в число 40 лучших теннисистов в парном разряде. Он также выиграл в Манчестере свой первый турнир АТР в одиночном разряде, а до этого добился первой в карьере победы над теннисистом из первой десятки рейтинга, восьмой ракеткой мира Карелом Новачеком. В феврале он провёл свой первый матч за сборную Нидерландов в Кубке Дэвиса, но уступил швейцарцу Якобу Гласеку. В этом году он также добился своего высшего успеха в миксте, выйдя с Мириам Ореманс в финал Уимблдона, где они уступили Ларисе Савченко-Нейланд и Цирилу Суку.

### 1993-1996
Плодотворное сотрудничество с Хархёйсом продолжается и в дальнейшем; он становится постоянным партнёром Элтинга до конца карьеры. В 1993 году они выигрывают вместе шесть турниров, включая чемпионат мира АТР-тура — итоговый турнир года, к которому Элтинг подошёл в ранге 11-й ракетки мира. На следующий год они выигрывают восемь турниров, в том числе Открытый чемпионат Австралии и Открытый чемпионат США, а в чемпионате мира АТР доходят до полуфинала. Сезон Элтинг заканчивает на втором месте в рейтинге, а в начале 1995 года занимает первую строчку. Достаточно успешно он выступает в эти два года и в одиночном разряде, выиграв три турнира и одержав победы над первой ракеткой мира Питом Сампрасом (дважды) и второй ракеткой мира Джимом Курье. Он также побеждал в эти годы восьмую ракетку мира Майкла Чанга и Олимпийского чемпиона Сеула Марка Россе. В феврале 1995 года, после выхода в четвертьфинал Открытого чемпионата Австралии, он достигает 19-й строчки в рейтинге теннисистов-одиночников, высшей в карьере.
В 1995 году Элтинг уже не попадает в финалы турниров, но доходит до четвертьфинала на Уимблдоне, победив по ходу восьмую ракетку мира Уэйн Феррейра. Участие в четвертьфиналах Открытого чемпионата Австралии и Уимблдона обеспечивает ему участие в Кубке Большого шлема в конце сезона. Там он победил Чанга в первом круге, но в четвертьфинале уступил Евгению Кафельникову. В парах они с Хархейсом опять выиграли шесть турниров, включая Открытый чемпионат Франции, и дошли до полуфинала в Австралии. Они также приняли участие в командном Кубке мира в составе сборной Нидерландов, но, выиграв все три своих матча, в финал не попали, так как в одиночных встречах нидерландские спортсмены выступили не блестяще. На чемпионате мира АТР в конце сезона Хархейс и Элтинг доходят до финала, где в четырёх сетах проигрывают Патрику Гэлбрайту и Гранту Коннеллу.
Следующий год оказался для Элтинга не слишком удачным. Уже к середине сезона он выбыл из первой сотни рейтинга в одиночном разряде, а закончил его уже в третьей сотне, за год выиграв всего четыре матча. Любопытно, что одну из немногих своих побед в сезоне он одержал в самом его конце над Хархёйсом. В парах они выступали не так удачно, как в прошлые годы (что было связано с трёхмесячным перерывом в выступлениях Элтинга между мартом и июнем), но всё же добились ряда успехов, крупнейшим из которых стал выход в финал Открытого чемпионата США. Они ещё четыре раза играли в финалах, в основном в конце сезона, и два из них выиграли. На Олимпиаде в Атланте Элтинг представляет Нидерланды и в одиночном разряде (где вылетает сразу), и в паре с Хархейсом. В полуфинале их остановила в упорнейшем поединке (счёт в решающем сете 18-16 по геймам) лучшая на этот момент пара мира, австралийцы Вудбридж и Вудфорд, а матч за третье место они неожиданно легко уступили несеяным соперникам из Германии Гёлльнеру и Приносилу.

### Пик карьеры и уход из тенниса
В 1997 году Элтинг, которому тендинит не позволял больше играть одновременно «на два фронта», практически полностью сосредоточился на игре в парах, в одиночном разряде проведя всего шесть матчей за год (все в первой половине сезона). Результат не заставил себя ждать: за год они с Хархёйсом выигрывают шесть турниров, доходят до финала Уимблдона и до полуфинала на Открытых чемпионатах Австралии и Франции. В командном Кубке мира они снова выигрывают все свои матчи (и опять не выходят из группы), а в Кубке Дэвиса приносят сборной единственное очко в четвертьфинальном матче со сборной США, победив Рика Лича и Джонатана Старка. Позже, в полуфинале чемпионата мира АТР, Лич и Старк взяли реванш, не пустив нидерландскую пару в финал. Тем не менее, Элтинг возвращается в десятку сильнейших и заканчивает сезон на четвёртом месте.
1998 год стал для Элтинга триумфальным. Сначала он в Австралии с Йонасом Бьоркманом завоёвывает свой четвёртый титул в турнирах Большого шлема, затем выигрывает с Хархёйсом Открытый чемпионат Франции, а потом они завершают завоевание карьерного Большого шлема, выиграв Уимблдонский турнир. Всего за год они победили в восьми турнирах и ещё один раз побывали в финале, в общей сложности одержав 41 победу при четырёх поражениях. К чемпионату мира АТР Элтинг подошёл единоличным лидером рейтинга в парном разряде (опережая Хархёйса за счёт победы на Открытом чемпионате Австралии и выхода в финал на турнире в Сиднее с другими партнёрами). Они выиграли и этот турнир, отдав в пяти матчах только два сета, после чего, в 28 лет, в ранге первой ракетки мира и действующего чемпиона мира как по версии АТР, так и по версии ITF, Элтинг покинул корт навсегда.
В 2005 году Якко Элтинг стал членом Совета директоров АТР как представитель игроков.

## Рейтинг АТР в конце сезона
| Год              | 1988 | 1989 | 1990 | 1991 | 1992 | 1993 | 1994 | 1995 | 1996 | 1997 | 1998 |
| ---------------- | ---- | ---- | ---- | ---- | ---- | ---- | ---- | ---- | ---- | ---- | ---- |
| Одиночный разряд | 439  | 276  | 128  | 114  | 78   | 63   | 23   | 43   | 307  | 604  | -    |
| Парный разряд    | 565  | 210  | 190  | 56   | 45   | 11   | 2    | 3    | 18   | 4    | 1    |

## Участие в финалах турниров Большого шлема за карьеру (9)

### Мужской парный разряд (8)

#### Победы (6)
| Год  | Турнир                           | Партнёр        | Соперники в финале          | Счёт в финале             |
| ---- | -------------------------------- | -------------- | --------------------------- | ------------------------- |
| 1994 | Открытый чемпионат Австралии     | Паул Хархёйс   | Байрон Блэк Джонатан Старк  | 6–7, 6–3, 6–4, 6–3        |
| 1994 | Открытый чемпионат США           | Паул Хархёйс   | Тодд Вудбридж Марк Вудфорд  | 6–3, 8–6                  |
| 1995 | Открытый чемпионат Франции       | Паул Хархёйс   | Никлас Култи Магнус Ларссон | 6–73, 6–4, 6–1            |
| 1998 | Открытый чемпионат Австралии (2) | Йонас Бьоркман | Тодд Вудбридж Марк Вудфорд  | 6–2, 5–7, 2–6, 6–4, 6–3   |
| 1998 | Открытый чемпионат Франции (2)   | Паул Хархёйс   | Даниэль Нестор Марк Ноулз   | 6–3, 3–6, 6–3             |
| 1998 | Уимблдонский турнир              | Паул Хархёйс   | Тодд Вудбридж Марк Вудфорд  | 2–6, 6–4, 7–63, 5–7, 10–8 |

#### Поражения (2)
| Год  | Турнир                 | Партнёр      | Соперники в финале         | Счёт в финале        |
| ---- | ---------------------- | ------------ | -------------------------- | -------------------- |
| 1996 | Открытый чемпионат США | Паул Хархёйс | Тодд Вудбридж Марк Вудфорд | 4–6, 7–6, 7–6        |
| 1997 | Уимблдонский турнир    | Паул Хархёйс | Тодд Вудбридж Марк Вудфорд | 7–64, 7–67, 5–7, 6–3 |

### Смешанный парный разряд (1)

#### Поражения (1)
| Год  | Турнир              | Партнёр        | Соперники в финале                | Счёт в финале |
| ---- | ------------------- | -------------- | --------------------------------- | ------------- |
| 1992 | Уимблдонский турнир | Мириам Ореманс | Лариса Савченко-Нейланд Цирил Сук | 6–72, 2–6     |

## Титулы за карьеру (48)
| Легенда                              |
| ------------------------------------ |
| Большой шлем (0+6)                   |
| Чемпионат мира АТР (0+2)             |
| АТР Мастерс (0+8)                    |
| ATP Championship / ATP Gold (0+7)    |
| ATP World / ATP International (4+21) |

### Одиночный разряд (4)
| №  | Дата            | Турнир                                        | Покрытие | Соперник в финале | Счёт в финале |
| -- | --------------- | --------------------------------------------- | -------- | ----------------- | ------------- |
| 1. | 22 июня 1992    | Открытый чемпионат Манчестера, Великобритания | Трава    | Маливай Вашингтон | 6–3, 6–4      |
| 2. | 3 мая 1993      | AT&T Tennis Challenge, Атланта, США           | Грунт    | Брайан Шелтон     | 7–6, 6–2      |
| 3. | 29 августа 1994 | Скенектади, Нью-Йорк, США                     | Хард     | Чак Адамс         | 6–3, 6–4      |
| 4. | 3 октября 1994  | Открытый чемпионат Куала-Лумпура, Малайзия    | Ковёр    | Андрей Ольховский | 7–6, 2–6, 6–4 |

### Парный разряд (44)
| №   | Дата        | Турнир                                                    | Покрытие | Партнёр        | Соперники в финале                    | Счёт в финале             |
| --- | ----------- | --------------------------------------------------------- | -------- | -------------- | ------------------------------------- | ------------------------- |
| 1.  | 30 сен 1991 | Палермо, Италия                                           | Грунт    | Том Кемперс    | Хавьер Санчес Эмилио Санчес           | 3-6, 6-3, 6-3             |
| 2.  | 7 окт 1991  | Открытый чемпионат Афин, Греция                           | Грунт    | Марк Куверманс | Менно Остинг Олли Рахнасто            | 5-7, 7-6, 7-5             |
| 3.  | 28 окт 1991 | Гуаружа, Бразилия                                         | Хард     | Паул Хархёйс   | Брет Гарнетт Тодд Нельсон             | 6-3, 7-5                  |
| 4.  | 11 ноя 1991 | Бирмингем, Великобритания                                 | Ковёр    | Пол Уэкеса     | Ронни Батман Рикард Берг              | 7-5, 7-5                  |
| 5.  | 31 авг 1992 | Скенектади, Нью-Йорк, США                                 | Хард     | Паул Хархёйс   | Серхио Касаль Эмилио Санчес           | 6-3, 6-4                  |
| 6.  | 11 янв 1993 | Открытый чемпионат Куала-Лумпура, Малайзия                | Хард     | Паул Хархёйс   | Бент-Уве Педерсен Хенрик Хольм        | 7-5, 6-3                  |
| 7.  | 8 фев 1993  | Сан-Франциско, США                                        | Хард (i) | Скотт Дэвис    | Патрик Макинрой Джонатан Старк        | 6-1, 4-6, 7-5             |
| 8.  | 17 мая 1993 | Открытый чемпионат Италии, Рим                            | Грунт    | Паул Хархёйс   | Марк Кратцман Уэйн Феррейра           | 6-4, 7-6                  |
| 9.  | 2 авг 1993  | Открытый чемпионат Нидерландов, Хилверсюм                 | Грунт    | Паул Хархёйс   | Хендрик-Ян Давидс Либор Пимек         | 4-6, 6-2, 7-5             |
| 10. | 4 окт 1993  | Открытый чемпионат Куала-Лумпура, Малайзия (2)            | Хард (i) | Паул Хархёйс   | Йонас Бьоркман Ларс-Андерс Вальгрен   | 7-5, 4-6, 7-6             |
| 11. | 15 ноя 1993 | Кубок Кремля, Москва, Россия                              | Ковёр    | Паул Хархёйс   | Ян Апелль Йонас Бьоркман              | 6-1 — отказ               |
| 12. | 28 ноя 1993 | Чемпионат мира ATP, Йоханнесбург, ЮАР                     | Хард (i) | Паул Хархёйс   | Тодд Вудбридж Марк Вудфорд            | 7-64, 7-65, 6-4           |
| 13. | 31 янв 1994 | Открытый чемпионат Австралии, Мельбурн                    | Хард     | Паул Хархёйс   | Байрон Блэк Джонатан Старк            | 6-7, 6-3, 6-4, 6-3        |
| 14. | 21 фев 1994 | U.S. Pro Indoor, Филадельфия, США                         | Ковёр    | Паул Хархёйс   | Джим Грэбб Джаред Палмер              | 6-3, 6-4                  |
| 15. | 21 мар 1994 | Lipton Championships, Майами, США                         | Хард     | Паул Хархёйс   | Марк Ноулз Джаред Палмер              | 7-6, 7-6                  |
| 16. | 12 сен 1994 | Открытый чемпионат США, Нью-Йорк                          | Хард     | Паул Хархёйс   | Тодд Вудбридж Марк Вудфорд            | 6-3, 8-6                  |
| 17. | 3 окт 1994  | Открытый чемпионат Куала-Лумпура, Малайзия (3)            | Ковёр    | Паул Хархёйс   | Ларс-Андерс Вальгрен Никлас Култи     | 6-0, 7-5                  |
| 18. | 10 окт 1994 | Australian Indoors, Сидней                                | Хард (i) | Паул Хархёйс   | Байрон Блэк Джонатан Старк            | 6-4, 7-6                  |
| 19. | 7 ноя 1994  | Paris Open, Франция                                       | Ковёр    | Паул Хархёйс   | Байрон Блэк Джонатан Старк            | 3-6, 7-6, 7-5             |
| 20. | 14 ноя 1994 | Кубок Кремля, Москва (2)                                  | Ковёр    | Паул Хархёйс   | Дэвид Адамс Андрей Ольховский         | без игры                  |
| 21. | 1 мая 1995  | Monte-Carlo Open, Монако                                  | Грунт    | Паул Хархёйс   | Луис Лобо Хавьер Санчес               | 6-3, 6-4                  |
| 22. | 12 июн 1995 | Открытый чемпионат Франции, Париж                         | Грунт    | Паул Хархёйс   | Никлас Култи Магнус Ларссон           | 6-73, 6-4, 6-1            |
| 23. | 26 июн 1995 | Gerry Weber Open, Халле, Германия                         | Трава    | Паул Хархёйс   | Евгений Кафельников Андрей Ольховский | 6-2, 3-6, 6-3             |
| 24. | 16 окт 1995 | Seiko Super Tennis, Токио, Япония                         | Ковёр    | Паул Хархёйс   | Патрик Макинрой Якоб Гласек           | 7-6, 6-4                  |
| 25. | 30 окт 1995 | Eurocard Open, Эссен, Германия                            | Ковёр    | Паул Хархёйс   | Даниэль Вацек Цирил Сук               | 7-5, 6-4                  |
| 26. | 13 ноя 1995 | Открытый чемпионат Стокгольма, Швеция                     | Хард (i) | Паул Хархёйс   | Патрик Гэлбрайт Грант Коннелл         | 3-6, 6-2, 7-6             |
| 27. | 21 окт 1996 | Тулуза, Франция                                           | Хард (i) | Паул Хархёйс   | Оливье Делатр Гийом Рау               | 6-3, 7-5                  |
| 28. | 4 ноя 1996  | Paris Open (2)                                            | Ковёр    | Паул Хархёйс   | Даниэль Вацек Евгений Кафельников     | 6-4, 4-6, 7-6             |
| 29. | 6 янв 1997  | Qatar ExxonMobil Open, Доха                               | Хард     | Паул Хархёйс   | Магнус Норман Патрик Фредрикссон      | 6-3, 6-2                  |
| 30. | 10 мар 1997 | ABN AMRO World Tennis Tournament, Роттердам, Нидерланды   | Ковёр    | Паул Хархёйс   | Либор Пимек Байрон Талбот             | 7-6, 6-4                  |
| 31. | 23 июн 1997 | Ordina Open, Росмален, Нидерланды                         | Трава    | Паул Хархёйс   | Тревор Кроунмен Дэвид Макферсон       | 6-4, 7-5                  |
| 32. | 25 авг 1997 | Чемпионат США среди профессионалов, Бостон                | Хард (i) | Паул Хархёйс   | Дэйв Рэндолл Джек Уэйт                | 6-4, 6-2                  |
| 33. | 6 окт 1997  | Тулуза (2)                                                | Хард (i) | Паул Хархёйс   | Максим Мирный Жан-Филип Флориан       | 6-3, 7-6                  |
| 34. | 3 ноя 1997  | Paris Open (3)                                            | Ковёр    | Паул Хархёйс   | Рик Лич Джонатан Старк                | 6-2, 7-6                  |
| 35. | 2 фев 1998  | Открытый чемпионат Австралии, Мельбурн (2)                | Хард     | Йонас Бьоркман | Тодд Вудбридж Марк Вудфорд            | 6-2, 5-7, 2-6, 6-4, 6-3   |
| 36. | 2 мар 1998  | Advanta Championships, Филадельфия (2)                    | Хард (i) | Паул Хархёйс   | Дэвид Макферсон Ричи Ренеберг         | 7-6, 6-7, 6-2             |
| 37. | 9 мар 1998  | ABN AMRO World Tennis Tournament, Роттердам (2)           | Ковёр    | Паул Хархёйс   | Нил Броуд Пит Норвал                  | 7-6, 6-3                  |
| 38. | 20 апр 1998 | Open SEAT, Барселона, Испания                             | Грунт    | Паул Хархёйс   | Рик Лич Эллис Феррейра                | 7-5, 6-0                  |
| 39. | 27 апр 1998 | Monte-Carlo Open (2)                                      | Грунт    | Паул Хархёйс   | Тодд Вудбридж Марк Вудфорд            | 6-4, 6-2                  |
| 40. | 8 июн 1998  | Открытый чемпионат Франции, Париж (2)                     | Грунт    | Паул Хархёйс   | Даниэль Нестор Марк Ноулз             | 6-3, 3-6, 6-3             |
| 41. | 6 июл 1998  | Уимблдонский турнир, Великобритания                       | Трава    | Паул Хархёйс   | Тодд Вудбридж Марк Вудфорд            | 2-6, 6-4, 7-63, 5-7, 10-8 |
| 42. | 9 авг 1998  | Открытый чемпионат Нидерландов, Амстердам, Нидерланды (2) | Грунт    | Паул Хархёйс   | Доминик Грбаты Кароль Кучера          | 6-3, 6-2                  |
| 43. | 31 авг 1998 | Чемпионат США среди профессионалов, Бостон (2)            | Хард     | Паул Хархёйс   | Джек Уэйт Крис Хаггард                | 6-3, 6-2                  |
| 44. | 22 ноя 1998 | Чемпионат мира ATP, Хартфорд, США (2)                     | Ковёр    | Паул Хархёйс   | Даниэль Нестор Марк Ноулз             | 6-4, 6-2, 7-5             |

## Статистика участия в центральных турнирах в мужском парном разряде
| Турнир                       | 1991 | 1992 | 1993 | 1994 | 1995 | 1996 | 1997 | 1998 | Итого | В/П за карьеру |
| ---------------------------- | ---- | ---- | ---- | ---- | ---- | ---- | ---- | ---- | ----- | -------------- |
| Открытый чемпионат Австралии | 1R   | 2R   | 3R   | П    | 1/2  | 3R   | 1/2  | П    | 2 / 8 | 25–6           |
| Открытый чемпионат Франции   | 3R   | 2R   | 3R   | 1/4  | П    | A    | 1/2  | П    | 2 / 7 | 24–5           |
| Уимблдонский турнир          | A    | 3R   | 1R   | 1/4  | 1/4  | 1R   | Ф    | П    | 1 / 7 | 19–6           |
| Открытый чемпионат США       | 3R   | 1/4  | 2R   | П    | 3R   | Ф    | 2R   | A    | 1 / 7 | 19–6           |
| Чемпионат мира АТР           | A    | A    | П    | 1/2  | Ф    | RR   | 1/2  | П    | 2 / 6 | 20–6           |
| Олимпийские игры             | -    | A    | -    | -    | -    | 1/2  | -    | -    | 0 / 1 | 3–2            |
| Турниры серии Мастерс        |      |      |      |      |      |      |      |      |       |                |
| Indian Wells Masters         | A    | A    | A    | A    | A    | 1/4  | 1R   | A    | 0 / 2 | 1–2            |
| Miami Masters                | A    | A    | 1/4  | П    | 1/4  | A    | 3R   | A    | 1 / 4 | 10–3           |
| Monte-Carlo Masters          | A    | A    | A    | A    | П    | A    | Ф    | П    | 2 / 3 | 11–1           |
| Rome Masters                 | A    | A    | П    | 2R   | 1R   | A    | 2R   | A    | 1 / 4 | 7–3            |
| Hamburg Masters              | A    | A    | A    | 1/2  | 1/2  | A    | 1/4  | A    | 0 / 3 | 5–3            |
| Canada Masters               | A    | A    | A    | A    | A    | A    | 1R   | A    | 0 / 1 | 0–1            |
| Cincinnati Masters           | A    | A    | 1R   | A    | A    | 1R   | 2R   | A    | 0 / 3 | 1–3            |
| Essen/Stuttgart Masters      | A    | A    | A    | A    | П    | Ф    | 1/2  | 1/4  | 1 / 4 | 10–3           |
| Paris Indoor                 | A    | 1R   | 1/2  | П    | 1/4  | П    | П    | Ф    | 3 / 7 | 18–4           |